# 类牢
类牢（？—77年），东汉时哀牢王。
柳貌归汉，汉明帝在哀牢设立了永昌郡，任命广汉郡人郑纯为太守。郑纯为政清廉，少数民族对他十分敬慕，在任十年去世。后任太守不能安抚少数民族。建初元年（76年）九月，类牢与太守县令忿争，杀死郡县长官反叛，攻巂唐城。太守王寻出奔。哀牢三千余人进攻博南，火烧民宅。汉章帝招募发越巂郡、益州郡、永昌郡夷汉九千人讨伐。次年（77年）春，邪龙县昆明夷卤承等应募，率部众与诸郡兵在博南进攻哀牢王类牢，大败哀牢军，斩杀类牢。传首洛阳，汉章帝赐卤承帛万匹，封为破虏傍邑侯。
| 前任： 柳貌 | 哀牢国王 ？ - 77年 | 繼任： 不详 |